# Acrapex curvata
Acrapex curvata là một loài bướm đêm trong họ Noctuidae.